# フアン・フランシスコ・ガルシア
フアンフラン (Juanfran) ことフアン・フランシスコ・ガルシア・ガルシア（Juan Francisco García García, 1976年7月15日 - ）は、スペイン・バレンシア県バレンシア出身の元同国代表のサッカー選手。現役時代のポジションはLSB。

## 選手経歴

### クラブ
地元バレンシアに本拠地を置くレバンテUDでキャリアを始め、3シーズン後の1997年に移籍金100万ユーロで強豪バレンシアCFに移籍したことから注目を集めた。同年8月31日、1-2で敗れたアウェーのRCDマヨルカ戦で1部デビューを果たし、バレンシアで公式戦に50試合出場した。
1999年には移籍金400万ユーロでセルタ・デ・ビーゴに移籍し、UEFAカップやUEFAチャンピオンズリーグでレギュラーとしてチームを支えていた（後者の1-1と引き分けたクラブ・ブルッヘ戦では得点を決めた。）が、2003-04シーズンにチームはセグンダ・ディビシオンに降格した。
2004年、セルタの2部降格に伴いトルコ・スュペルリグのベシクタシュJKに350万ユーロで移籍したが、フアンフランをイスタンブールへ連れてきた同胞ビセンテ・デル・ボスケ監督はシーズン途中に解任されると新監督ルザ・チャルンバイの構想からすぐに外れ、2005年にオランダ・エールディヴィジのアヤックス・アムステルダムに完全移籍のオプション付きでレンタルされた。
2006年、スペインに戻り150万ユーロでレアル・サラゴサに移籍すると、同時期に加入したパブロ・アイマール、 アンドレス・ダレッサンドロ、セルヒオ・フェルナンデス・ゴンサレスらと共にチームを引っ張りUEFAカップの出場権を獲得に貢献したが、2シーズン目は個人としてもチームとしても振るわず、クラブは5シーズンぶりに2部に降格した。
2008年7月30日、ギリシャ・スーパーリーグのAEKアテネFCに2年・シーズンごとに100万ユーロが支払われる契約で加入した。AEKでは主力としてプレーしていたが、2010年1月後半にキャリアを開始した古巣レバンテUDに2部のシーズン終了までの期限でレンタルの形で復帰。復帰後は19試合5得点を記録し、2シーズンぶりの昇格に貢献したことから、2012年6月までの契約でレバンテへ完全移籍。同クラブではキャプテンに就任した。
2010-11シーズンは、34歳ながら23試合とチーム内の左SBで一番起用され1部残留に貢献した。翌シーズンは、6位でクラブ史上初のUEFAヨーロッパリーグ出場権獲得と更に健闘した。
2012年9月20日、レバンテのヨーロッパデビューとなったホームにヘルシンボリIFを迎えた試合で唯一の得点を挙げ勝利した。
2015-16シーズン限りで23年間の現役生活に終止符を打った。

### 代表
セルタ・デ・ビーゴの活躍から、2000年3月29日のイタリアとの親善試合でスペイン代表でデビューして以来、11試合に出場した。2002 FIFAワールドカップのメンバーに選ばれ、5試合中3試合プレーした。
2003年、EURO2004予選の0-0で引き分けた北アイルランド戦で90分フル出場したのが最後の試合となっている。

## 指導者経歴
2020年6月30日、セグンダ・ディビシオンの降格圏に沈んでいたCDルーゴの監督に就任した。就任後6試合を4勝2分という好成績で終えたため、ルーゴは降格一歩手前の16位で2019-20シーズンを終えた。シーズン終了後には、2020-21シーズンの指揮も続けて取ることが発表されたが、開幕戦から5試合で4敗を喫したため、解任された。
2023年4月10日、リーグ戦7試合を残しセグンダ・ディビシオンの下位に沈んでいたSDポンフェラディーナの監督に就任したが、プリメーラ・フェデラシオンに降格することとなり、6月16日に退任した。
2024年3月19日、再びポンフェラディーナの監督に就任した。

## 代表歴

### 出場大会
- スペイン代表
  - 2002 FIFAワールドカップ

### 試合数
- 国際Aマッチ 11試合 0得点（2000年-2003年）[13]

| スペイン代表 | 国際Aマッチ | 国際Aマッチ |
| 年           | 出場        | 得点        |
| ------------ | ----------- | ----------- |
| 2000         | 2           | 0           |
| 2001         | 2           | 0           |
| 2002         | 6           | 0           |
| 2003         | 1           | 0           |
| 通算         | 11          | 0           |

## タイトル
レバンテ
- セグンダ・ディビシオンB : 1995-96

バレンシア
- コパ・デル・レイ : 1998-99
- UEFAインタートトカップ : 1998

セルタ
- UEFAインタートトカップ : 2000

アヤックス
- KNVBカップ : 2005-06